# Konfessionarius
Konfessionarius (latin for skriftefader), egentlig: kongelig konfessionarius, er regentens personlige sjælesørger og kongefamiliens præst.
Den kongelige konfessionarius forestår dermed både barnedåb, bryllup og begravelse i den danske kongelige familie, ligesom han er præst ved mange af de gudstjenester, som kongefamilien deltager i. Efter en forordning fra 1683 er den kongelige konfessionarius klædt i fløjl, ligesom han må bære en fløjlsbaret.

## Danske kongelige konfessionarii
Denne liste er ufuldstændig; hjælp gerne med at udfylde den.
1645-?: Ole Vind (1590-1646)
1668-1688: Hans Leth (1625-1688)
1688-?: Peder Jespersen (1647-1714)
1725-1730: Søren Lintrup (1669-1731)
1731-1733: Johan Frauen (1688-1736)
1733-?: J.B. Bluhme (uden titel og rang) (1681-1753)
1766-1782: Ludvig Harboe (1709-1783)
1782-1800: Christian Bastholm (1740-1819)
1800-1816: Nicolai Edinger Balle (1744-1816)
1816-?: M.F. Liebenberg (1767-1828)
1828-?: J.P. Mynster (1775-1854)
1861-?: Balthasar Münter (1794-1867
1864-1865: J.H. Paulli (1809-1865
1865-?: H. Martensen (1808-1884)
1884-1915 : Jakob Paulli (1844-1915)
1915-1930 : Hans Mathias Fenger (1850-1930)
1930-1934 : Harald Geltzen Hornbech (1864-1934)
1934-1962 : Michael Neiiendam (1895-1962)
1963-1975 : Erik Jensen (1906-1975)
1975-2008 : Christian Thodberg (1929-2020)
2008-2018 : Erik Norman Svendsen (1941-)
2018-nu: Henrik Wigh-Poulsen (1959-)